# Alluaudina bellyi
Alluaudina bellyi е вид влечуго от семейство Lamprophiidae. Видът е незастрашен от изчезване.

## Разпространение
Разпространен е в Мадагаскар.

## Описание
Популацията на вида е намаляваща.